# Josef Odenwald
Josef Odenwald (* 18. September 1758; † 23. Juni 1816 in Rastatt; katholisch) war ein seit 1784 im badischen Staatsdienst stehender Jurist und Amtsvorstand, vergleichbar mit einem heutigen Landrat.

## Leben
Josef Odenwald war der Sohn des Hofkontrolleurs Johann Odenwald. Nach dem Studium der Rechtswissenschaften von 1779 bis 1782 an der Universität Freiburg wurde er Rechtspraktikant und ab 1784 Assessor beim Oberamt Karlsruhe. Ab dem 20. Januar 1791 war er Hofratsassessor beim Hofratskollegium in Karlsruhe und wurde am 16. Januar 1794 zum fürstlichen Hofrat ernannt. Ab dem 9. Februar 1795 wurde er Amtmann beim Amt Ettlingen und am 23. Juli 1803 zum Oberamtsverweser dort benannt. Am 23. März 1808 erfolgte die Beförderung zum Obervogt, das heißt, er wurde Amtsvorstand des Oberamtes Ettlingen. Am 8. August 1814 wurde er zum Geheimen Rat 3. Klasse ernannt und am 26. Oktober 1815 zum Oberamt Rastatt versetzt. Zum 30. April 1816 wurde er aus gesundheitlichen Gründen in den Ruhestand versetzt.